# Върба
Вижте пояснителната страница за други значения на Върба.
Върбите (Salix) са род дървовидни или храстовидни растения, предпочитащи влажни местности.
Цветовете ѝ, които приличат на цилиндърчета, се появяват заедно с листата и привличат рано пчелите, осите и другите насекоми. Те са събрани в реси. Издават приятна миризма и имат сладък сок. Мъжките цветове са жълтеникави, а женските – зелени. Те не се намират на едно и също дърво, а на различни. Такива растения се наричат двудомни. Опрашването се извършва от вятъра. Семената на върбата са малки и снабдени с копринени власинки. Узряват през май – юни. Плодът прилича на малка кутийка, която е приседнала (без дръжка). Отначало семената са скрити в кутийката, но когато узреят, тя се разпуква и те се развяват от вятъра. Щом паднат на влажно място, поникват.
Върбата расте край реките, заблатените места, потоците. Среща се и по планините. На височина достига до 30 m, а в диаметър до 1,5 m. Листата ѝ са силно продълговати и запилени по краищата. Сребристовлакнести са и с дълга дръжка. Има голям централен корен и силно развити гъсти странични корени. Те се заплитат в почвата и не позволяват на буйните води на реките да ронят бреговете. При отсичането на върба на нейно място израстват много нови фиданки. Лесно се размножава и с пръчки (резници), които се забиват в земята. Расте бързо. Живее до 100 години и е разпространена до 1600 m над. в. Когато застарее в дънера се образуват хралупи, тъй като изгнива отвътре. Там намират убежище различни птици и други диви животни.
Дървесината на върбата гние лесно, мека е, но се използва за мебели, при леки постройки и др. От младите върбови клонки се получава вещество, наречено салицил, от което се произвежда аспирин.
В България се срещат над 15 вида върби: бяла върба (Salix alba), плачеща върба (Salix babylonica), ракита (Salix viminalis), крехка върба (Salix fragilis), сива върба (Salix cinerea), мрежестолистна върба (Salix reticulata), тревиста върба (Salix herbacea) и други.

## Списък от видове
- Salix acutifolia
- Salix alaxensis
- Salix alba
- Salix amygdaloides
- Salix arbuscula
- Salix arbusculoides
- Salix arctica
- Salix arizonica
- Salix atrocinerea
- Salix aurita
- Salix babylonica
- Salix bakko
- Salix barclayi
- Salix barrattiana
- Salix bebbiana
- Salix bicolor
- Salix bonplandiana
- Salix boothii
- Salix brachycarpa
- Salix breweri
- Salix canariensis
- Salix candida
- Salix caprea
- Salix caroliniana
- Salix chaenomeloides
- Salix cinerea
- Salix cordata
- Salix delnortensis
- Salix discolor
- Salix drummondiana
- Salix eastwoodiae
- Salix eleagnos
- Salix eriocarpa
- Salix exigua
- Salix floridana
- Salix fragilis
- Salix fuscescens
- Salix futura
- Salix geyeriana
- Salix gilgiana
- Salix glauca
- Salix glaucosericea
- Salix gooddingii
- Salix gracilistyla
- Salix hastata
- Salix herbacea
- Salix hookeriana
- Salix hultenii
- Salix integra
- Salix interior
- Salix japonica
- Salix jepsonii
- Salix jessoensis
- Salix koriyanagi
- Salix kusanoi
- Salix laevigata
- Salix lanata
- Salix lapponum
- Salix lasiolepis
- Salix lemmonii
- Salix libani
- Salix ligulifolia
- Salix lucida
- Salix lutea
- Salix magnifica
- Salix matsudana
- Salix melanopsis
- Salix miyabeana
- Salix monticola
- Salix mucronata
- Salix myrsinifolia
- Salix myrtillifolia
- Salix myrtilloides
- Salix nakamurana
- Salix nigra
- Salix orestera
- Salix pentandra
- Salix phylicifolia
- Salix planifolia
- Salix polaris
- Salix prolixa
- Salix pulchra
- Salix purpurea
- Salix reinii
- Salix reticulata
- Salix retusa
- Salix richardsonii
- Salix rorida
- Salix rupifraga
- Salix schwerinii
- Salix scouleriana
- Salix Sepulcralis група култивари
- Salix sericea
- Salix serissaefolia
- Salix serissima
- Salix serpyllifolia
- Salix sessilifolia
- Salix shiraii
- Salix sieboldiana
- Salix sitchensis
- Salix subfragilis
- Salix subopposita
- Salix taraikensis
- Salix tarraconensis
- Salix taxifolia
- Salix tetrasperma
- Salix triandra
- Salix udensis
- Salix viminalis
- Salix vulpina
- Salix yezoalpina
- Salix yoshinoi

## Други
На върбата е наречени улици в кварталите „Гърдова глава“ (Карта) и „Карпузица“ (Карта) в София.